# Bedded Range
Die Bedded Range ist ein Gebirgszug in der Hozameen Range, einer Teilkette der Canadian Cascades, der Erweiterung der Kaskadenkette nach British Columbia in  Kanada. Sie liegt zwischen dem Coquihalla und dem Tulameen River. Die Bedded Range besteht aus einem Diorit-Pfropfen im Chilliwack-Batholith.

## Flora und Fauna
In der Bedded Range gibt es eine vielfältige Flora und Fauna. Zur Fauna gehören Säugetiere, Amphibien und Vögel. Zu den hier nachgewiesenen Amphibienarten gehört der Rauhäutige Gelbbauchmolch (Taricha granulosa), bei dem etwa 90 Prozent der Population als adulte perennibranchiate Form auftreten.